# Ruby Dandridge
Pour les articles homonymes, voir Dandridge (homonymie).
Ruby Dandridge est une actrice, chanteuse et danseuse américaine, née Ruby Jean Butler le 3 mars 1900 à Wichita (Kansas), morte le 17 octobre 1987 à Los Angeles (Californie).

## Biographie
Au cinéma, Ruby Dandridge (du nom de son époux dont elle divorcera) débute — dans un petit rôle non crédité — dans King Kong de Merian C. Cooper et Ernest Schoedsack (avec Fay Wray et Robert Armstrong), sorti en 1933. Elle contribue au total à trente-quatre films américains (dont trois courts métrages d'animation où elle prête sa voix), le dernier étant Un trou dans la tête de Frank Capra (avec Frank Sinatra et Edward G. Robinson), sorti en 1959.
Dans l'intervalle, mentionnons Un petit coin aux cieux de Vincente Minnelli et Busby Berkeley (1943, avec Ethel Waters et Eddie Anderson), Rose d'Irlande de David Butler (1947, avec Dennis Morgan et Arlene Dahl) et Le Sang de la terre de George Marshall (1948, avec Van Heflin et Susan Hayward).
Également active à la radio, elle y collabore surtout à la série radiophonique Beulah (en) (1945-1954), aux côtés notamment d'Hattie McDaniel et Ernest Whitman, ainsi que de ses deux filles Dorothy Dandridge (1922-1965) et Vivian Dandridge (en) (1921-1991), qu'elle initie au chant et à la danse.
En 1952, Ruby Dandridge reprend son rôle dans l'adaptation de Beulah sous forme de série télévisée, avec Hattie McDaniel puis Louise Beavers dans le rôle-titre. Elle participe entre 1951 et 1962 à sept autres séries américaines, dont un épisode d’Échec et mat en 1960.

## Filmographie partielle

### Cinéma

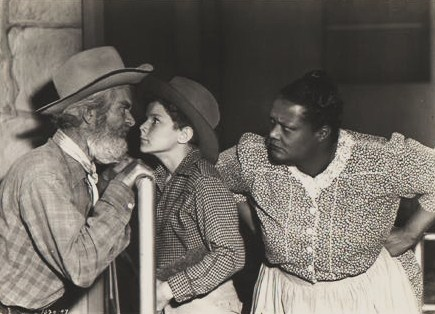
Avec Gabby Hayes (à g.) et Lanny Rees, dans Home in Oklahoma (1946)

- 1933 : King Kong de Merian C. Cooper et Ernest B. Schoedsack : Une danseuse indigène
- 1934 : Black Moon de Roy William Neill : Une servante
- 1940 : Broken Strings (en) de Bernard B. Ray : Une danseuse
- 1942 : The Night Before the Divorce de Robert Siodmak : Fan
- 1942 : Gallant Lady de William Beaudine : Sarah
- 1942 : The War Against Mrs. Hadley d'Harold S. Bucquet : Une servante
- 1942 : Tish de S. Sylvan Simon : Violet
- 1943 : Un petit coin aux cieux (Cabin in the Sky) de Vincente Minnelli et Busby Berkeley : Mme Kelso
- 1943 : Corregidor de William Nigh : Hyacinthe
- 1943 : Mademoiselle ma femme (I Dood It) de Vincente Minnelli : Mammy
- 1944 : Hat Check Honey d'Edward F. Cline : Ophelia
- 1944 : Ladies of Washington de Louis King : Nellie
- 1944 : Carolina Blues de Leigh Jason : Joséphine
- 1945 : L'Horloge (The Clock) de Vincente Minnelli : Une cliente du laitier
- 1945 : Junior Miss de George Seaton : Rheba
- 1945 : L'Intrigante de Saratoga (Saratoga Trunk) de Sam Wood : Une vendeuse en turban
- 1946 : Inside Job de Jean Yarbrough : Ivory
- 1946 : Home in Oklahoma de William Witney : Devoria Lassiter
- 1946 : Three Little Girls in Blue (Trois Jeunes Filles en bleu) de H. Bruce Humberstone : Mammy
- 1947 : En marge de l'enquête (Dead Reckoning) de John Cromwell : Mabel
- 1947 : The Arnelo Affair d'Arch Oboler : Maybelle
- 1947 : Rose d'Irlande (My Wild Irish Rose) de David Butler : Della
- 1948 : Silly Billy de Jules White (court métrage) : Une servante
- 1948 : Le Sang de la terre (Tap Roots) de George Marshall : Dabby
- 1950 : Father Is a Bachelor d'Abby Berlin et Norman Foster : Lily
- 1959 : Un trou dans la tête (A Hole in the Head) de Frank Capra : Sally

### Séries télévisées
- 1952 : Beulah
  - Saison 2, épisode 1 Love This Neighbor, épisode 8 Second Wedding et épisode 11 The New Arrival de Richard L. Bare : Oriole
  - Saison 3, épisode 1 Donnie Goes to Work, épisode 3 The Wally de Richard L. Bare et épisode 4 Beulah Goes Gardening de Richard L. Bare : Oriole
  - Saison 4, épisode 1 Donnie Joins the Circus et épisode 17 Harry Builds a Den : Oriole
- 1960 : Échec et mat (Checkmate)
  - Saison 1, épisode 13 The Princess in the Tower d'Herschel Daugherty : Ellen
- 1962 : Le Père de la mariée (Father of the Bride)
  - Saison unique, épisode 25 Quibbling : Dalila